# Двуделна теменна кост
Двуделната теменна кост е теменна кост, разделена на две части, и черепна шевова кост. Намерена е на черепите на 1% от население на Земята